# Eiterfjorden (Nærøy)
Eiterfjorden er en fjord i Nærøy kommune i Trøndelag fylke i Norge. Den er omkring 9 kilometer lang, og begynder ved indløbet fra Risværfjorden, mellem Båsneset og Rødsneset. Derfra går den i en hovedsagelig østlig retning ind til bygden Gravvik inderst i fjorden. Den inderste del af fjorden er en ca. én kilometer lang vig som kaldes Lonet.
På sydsiden af Rødsneset går Rødsfjorden mod sydøst. Langs sydsiden af Eiterfjorden ligger flere mindre bygder. Her er også mange vige og bugter, hvoraf de største er Søreitervågen og Djupvika. Fylkesvej 546  går til Sør-Eitran ved Søreitervågen, og en kommunal vej går østover til de andre bygder i denne del af fjorden. 
Bygden Gravvik på nordsiden af fjorden ligger på et smalt ejd over til Gravvikvågen i Årsetfjorden længere  mod nord. Fylkesvej 771 går langs de indre dele af Eiterfjorden, som den krydser over ved det smalle sund ind til Lonet.